# 大闸路
大闸路，是浙江省宁波市的一条道路，因姚江大闸而得名，起点位于湾头大桥，终点位于大庆南路，南接外滩大桥，其中外滩大桥至环城北路段称为大闸北路，新马路至大庆南路段称为大闸南路，环城北路至新马路段全长830米:109，路基为1959年姚江大闸建成后拦截姚江故道的大坝，1960年后逐步建成道路，1986年建成混凝土路面并拓宽:261，2003年改造，2004年再次拓宽，湾头大桥至环城北路段全长1.014公里，于2009年通车:162、164，新马路至大庆南路段全长1.306公里，于2011年通车:155。

## 主要相交道路
- 北接湾头大桥
- 大闸北路：
  - 戚家耷路（路口不连通）
- 大闸路：
  - 环城北路
  - 清湖路
- 大闸南路：
  - 通途路（新马路段）（西为永丰桥）、槐树路
  - 西草马路
  - 槐新路
  - 大庆南路
- 南接外滩大桥